# Championnat de Yougoslavie de football 1953-1954
Navigation
Saison précédente Saison suivante
La saison 1953-1954 du Championnat de Yougoslavie de football est la vingt-cinquième édition du championnat de première division en Yougoslavie. Les quatorze meilleurs clubs du pays prennent part à la compétition et sont regroupées en une poule unique où chaque formation affronte deux fois ses adversaires, à domicile et à l'extérieur. En fin de saison, les deux derniers du classement sont relégués et remplacés par les deux meilleures équipes de deuxième division.
C'est le club du Dinamo Zagreb qui remporte la compétition, en terminant en tête du classement final, avec un seul point d'avance sur le Partizan Belgrade et quatre sur le tenant du titre, l'Étoile rouge de Belgrade. C'est le 2e titre de champion de Yougoslavie de l'histoire du club.

## Les clubs participants
| - Partizan Belgrade - Dinamo Zagreb - Étoile rouge de Belgrade - Hajduk Split - BSK Belgrade - FK Vojvodina Novi Sad - Odred Ljubljana - Promu de D2 | - FK Rabotnički Skopje - Promu de D2 - Lokomotiva Zagreb - FK Radnički Jugopetrol Belgrade - Promu de D2 - FK Sarajevo - FK Vardar Skopje - Spartak Subotica - Proleter Zrenjanin - Promu de D2 |

## Compétition

### Classement
Le classement est effectué en utilisant le barème classique (victoire à 2 points, match nul un point, défaite zéro point).
| Rang | Équipe                              | Pts | J  | G  | N  | P  | Bp | Bc | Diff |
| ---- | ----------------------------------- | --- | -- | -- | -- | -- | -- | -- | ---- |
| 1    | Dinamo Zagreb                       | 42  | 26 | 19 | 4  | 3  | 72 | 22 | +50  |
| 2    | Partizan Belgrade                   | 41  | 26 | 18 | 5  | 3  | 77 | 30 | +47  |
| 3    | Étoile rouge de Belgrade            | 38  | 26 | 17 | 4  | 5  | 51 | 22 | +29  |
| 4    | Hajduk Split                        | 35  | 26 | 16 | 3  | 7  | 55 | 34 | +21  |
| 5    | FK Vojvodina Novi Sad               | 33  | 26 | 14 | 5  | 7  | 60 | 37 | +23  |
| 6    | Spartak Subotica                    | 27  | 26 | 12 | 3  | 11 | 51 | 50 | +1   |
| 7    | FK Sarajevo                         | 24  | 26 | 10 | 4  | 12 | 35 | 45 | -10  |
| 8    | BSK Belgrade                        | 23  | 26 | 8  | 7  | 11 | 38 | 40 | -2   |
| 9    | FK Vardar Skopje                    | 20  | 26 | 5  | 10 | 11 | 31 | 38 | -7   |
| 10   | Proleter Zrenjanin (P)              | 20  | 26 | 6  | 8  | 12 | 34 | 62 | -28  |
| 11   | Lokomotiva Zagreb                   | 19  | 26 | 7  | 5  | 14 | 38 | 49 | -11  |
| 12   | FK Radnički Jugopetrol Belgrade (P) | 19  | 26 | 8  | 3  | 15 | 38 | 51 | -13  |
| 13   | Odred Ljubljana (P)                 | 12  | 26 | 4  | 4  | 18 | 39 | 71 | -32  |
| 14   | FK Rabotnički Skopje (P)            | 11  | 26 | 4  | 3  | 19 | 20 | 88 | -68  |

|  | Champion de Yougoslavie 1953-1954                                                                 |
|  | Relégation directe en deuxième division                                                           |
|  | (T) : Tenant du titre (C) : Vainqueur de la Coupe de Yougoslavie (P) : Promu de deuxième division |

## Bilan de la saison
| Championnat de Yougoslavie de football 1953-1954                        |                          |
| Champion                                                                | Dinamo Zagreb (2e titre) |
| Coupes et trophées                                                      |                          |
| Vainqueur de la Coupe de Yougoslavie 1953-1954                          | Partizan Belgrade        |
| Promotions et relégations                                               |                          |
| Promus en Prva Liga                                                     | NK Zagreb                |
| Promus en Prva Liga                                                     | FK Zeljeznicar Sarajevo  |
| Relégués en Championnat de Yougoslavie de football de deuxième division | Odred Ljubljana          |
| Relégués en Championnat de Yougoslavie de football de deuxième division | FK Rabotnički Skopje     |